# 埃丽卡·劳勒
埃丽卡·劳勒（英語：Erika Lawler，1987年2月5日—），美国女子冰球运动员，场上位置是前锋。她曾代表美国国家队参加2010年冬季奥林匹克运动会冰球比赛，获得一枚银牌。